# Milíčov (Šípy)
Milíčov je malá vesnice, část obce Šípy v okrese Rakovník ve Středočeském kraji. V roce 2011 zde trvale žilo 39 obyvatel.

## Historie
První písemná zmínka o vesnici pochází z roku 1327.
V obci Milíčov (150 obyvatel, samostatná obec se později stala součástí Šípů) byly v roce 1932 evidovány tyto živnosti a obchody: hostinec, kovář, mlýn, obuvník, 16 rolníků, trafika.

## Obyvatelstvo
| Rok            | 1869 | 1880 | 1890 | 1900 | 1910 | 1921 | 1930 | 1950 | 1961 | 1970 | 1980 | 1991 | 2001 | 2011 | 2021 |
| -------------- | ---- | ---- | ---- | ---- | ---- | ---- | ---- | ---- | ---- | ---- | ---- | ---- | ---- | ---- | ---- |
| Počet obyvatel | 160  | 148  | 148  | 161  | 141  | 155  | 128  | 88   | 86   | 66   | 40   | 37   | 34   | 39   | 30   |
| Počet domů     | 25   | 26   | 27   | 28   | 28   | 28   | 28   | 28   | 24   | 23   | 19   | 25   | 27   | 28   | 28   |

## Obecní správa
Při sčítání lidu v letech 1850–1920 Milíčov byl osadou obce Šípy v okrese Rakovník. V letech 1920–1960 byl samostatnou obcí, se kterým patřil nejprve do okresu Kralovice, ale v roce 1950 v okrese Plasy a od roku 1960 v okrese Rakovník. Od 12. června 1960 do 31. prosince 1979 byl znovu částí obce Šípy v okrese Rakovník. Od 1. ledna 1980 do 23. listopadu 1990 byl částí obce Čistá v okrese Rakovník. Od 24. listopadu 1990 je opět částí obce Šípy v okrese Rakovník.

## Pamětihodnosti
- Kostel svatého Petra v okovech